# St. Karl Borromäus (Berlin)
Die St.-Karl-Borromäus-Kirche ist ein katholisches Kirchengebäude im Berliner Ortsteil Grunewald. Die quadratische Saalkirche entstand 1955 als Stahlbeton-Skelettbau unter einem Satteldach mit einem schmalen Anbau für die Sakristei unter einem Schleppdach. Ein Campanile, eingebunden in einen zweiflügeligen Kreuzgang, umschließt mit der Kirche und der Werktagskapelle einen kleinen Hof.

## Geschichte
Bereits 1919 begannen die ersten Bemühungen, die katholischen Dienstmädchen in Schmargendorf und der Villenkolonie Grunewald seelsorgerisch zu betreuen, weil die Kirchwege nach Sankt Ludwig in Wilmersdorf zu weit waren. Am 22. Oktober 1920 wurde der Kirchenbauverein Grunewald gegründet. Am 1. November 1920 fand der erste Gottesdienst im Restaurant „Lindeneck“ statt. Da die Besucherzahl wuchs, wurden ab 1921 die Gottesdienste in der Aula der Schule Delbrückstraße abgehalten, häufig mit Carl Sonnenschein.
Am 20. Januar 1928 wurde das Grundstück Delbrückstraße 33 für 150.000 Mark durch den Gesamtverband der Katholischen Kirchengemeinden Groß-Berlin erworben. Aufgrund der prekären Finanzlage wurden nur die vorhandenen Baulichkeiten umgebaut, ein Pferdestall zu einer Kapelle mit 100 Sitzplätzen und eine Remise zu Wohnräumen. Der Eröffnungsgottesdienst der nach Karl Borromäus benannten Kapelle fand am 20. Mai 1929 mit Prälat Bernhard Lichtenberg statt. Die kirchlich-seelsorgerisch selbstständige Kuratie wurde am 1. Juli 1929 errichtet, sie wurde am 1. Dezember 1936 auch vermögensrechtlich selbstständig. Die Kuratie wurde am 1. Oktober 1940 zur Pfarrei erhoben. Die Gemeinde hoffte zwar auf ihre große Kirche, es wurde aber nur das Pfarrhaus gebaut, denn der Beginn des Zweiten Weltkriegs setzt allen weiteren Neubauplänen ein Ende.
Am 15. Februar 1944 wurde die Kapelle durch Brandbomben schwer beschädigt. Zunächst wurde der Pfarrsaal notdürftig hergerichtet, anschließend die Kapelle. Seit 1952 wurden Spenden zum Bau einer Kirche zum Gedächtnis an Carl Sonnenschein gesammelt, deren Grundsteinlegung 1954 am Fest Mariä Himmelfahrt stattfand. Die Richtkrone wurde im selben Jahr am Gedenktag des Heiligen Karl Borromäus aufgezogen. An Christi Himmelfahrt 1955 weihte Wilhelm Weskamm, der Bischof von Berlin, die Kirche ein. Die Baukosten betrugen 259.000 Mark (kaufkraftbereinigt in heutiger Währung: rund 791.000 Euro), die der Gesamtverband der Katholischen Gemeinden beisteuerte. Für die Inneneinrichtung hatte die Gemeinde 40.000 Mark aufgebracht.
Im Jahr 1964 wurde die Kirche erstmals renoviert, 1977 ein zweites Mal. 1991–1992 wurde die Kirche erneut renoviert und nach den Plänen von Paul Brandenburg und Johannes Beeck umgestaltet. Nach dem Umbau wurde der Altar am 12. Januar 1992 durch Georg Sterzinsky, den Bischof von Berlin, geweiht. Im Juli 2000 wurde die Pfarrei St. Karl Borromäus durch die Salvatorianer übernommen. Wegen der Kürzung der finanziellen Unterstützung durch das Erzbistum Berlin wurde am 7. Oktober 2009 die Stiftung St. Karl Borromäus-Salvator in Berlin gegründet, um ein finanzielles Fundament für die Kirchengemeinde St. Karl Borromäus-Salvator zu schaffen.

## Baubeschreibung
Die Architektur von Alfons Leitl folgt konzeptionell und stilistisch den Tendenzen ihrer Erbauungszeit mit bewusster Hinwendung zu modernen Materialien.

### Äußere Gestaltung
Die Pfeiler und Dachbalken des Tragwerks der breiten, zur Straße gelegenen Giebelfassade sind weiß, die Wände unterhalb der Fenster rostrot gestrichen. Der Mittelachse des Giebels ist ein kleines übergiebeltes Portalhäuschen vorgelagert. Der obere Giebelbereich ist verglast und durch schmale Streben gegliedert. Der Turm ist durch weiß abgesetztes Tragwerk gegliedert, die vier oberen Geschosse sind als offene Glockenstühle gebildet. Darüber erhebt sich ein Satteldach.
Der fünfgeschossige Campanile ist in eine zweiflügelige Kreuzgang-Anlage eingebunden, die zwei Seiten eines kleinen Gedenkhofes für Carl Sonnenschein begrenzt. Die anderen zwei Seiten des Hofes nehmen die Kirchenwand sowie die Glasfront der Werktagskapelle ein. In den Glockengeschossen des Turms hängen vier Gussstahlglocken, 1953 vom Bochumer Verein gegossen, die am 3. April 1955 geweiht wurden. Der Kartellverband katholischer deutscher Studentenvereine (KV) hatte sie aus Anlass seines hundertjährigen Bestehens gestiftet.
| Glocke | Schlagton | Gewicht | Durchmesser | 0Höhe0 | Inschriften |
| ------ | --------- | ------- | ----------- | ------ | --- |
| 1      | cis'      | 1570 kg | 160 cm      | 135 cm | Schulter: + WISSENSCHAFT + FREUNDSCHAFT + RELIGION Flanke: S. CAROLUS BORROMAEUS; DEN TOTEN ZUM GEDÄCHTNIS, DEN LEBENDEN ZUR MAHNUNG Schlagring: 100 JAHRE KV STUDENTENTUM; VERTRETERVERSAMMLUNG 1953 IN BOCHUM |
| 2      | e'        | 1150 kg | 135 cm      | 115 cm | Schulter: + FORTES + IN + FIDE Flanke: SUB TUTELA S. FAMILIAE Schlagring: 100 JAHRE KV STUDENTENTUM |
| 3      | g'        | 0730 kg | 104 cm      | 100 cm | Schulter: + CRUX + CHRISTI + NOSTRA + CORONA Flanke: S. PETRUS + S. PAULUS Schlagring: 100 JAHRE KV STUDENTENTUM                                                                                                |
| 4      | a'        | 0500 kg | 102 cm      | 087 cm | Schulter: + PER + ASPERA + AD + ASTRA Flanke: S. ALBERTUS MAGNUS Schlagring: 100 JAHRE KV STUDENTENTUM |

### Innere Gestaltung
Leitls Auseinandersetzung mit der liturgischen Bewegung äußert sich in der Einbeziehung des Altarraumes in den Gemeinderaum. Der erhöhte Altarraum nahm ursprünglich in ganzer Breite fast ein Drittel der Raumtiefe ein, um die unmittelbare Teilnahme der Gemeinde am Gottesdienst zu ermöglichen. Er wird durch eine raumhohe 5⁄8-Tabernakelnische abgeschlossen. Dem Altarraum ist links eine kleine Werktagskapelle zugeordnet, die sich zum Hauptraum hin mit Blick zum Altar öffnet.
Die im Innenraum sichtbaren Konstruktion des Satteldaches mit Bindern und Pfetten aus Beton sollte eine sakrale Wirkung entfalten. Das Satteldach entspricht im Übrigen nicht dem ersten Entwurf, bei dem noch ein Flachdach vorgesehen war.
Bei der Renovierung von 1991 bis 1992 wurde die Tabernakelnische durch Fenster nach außen hin geöffnet. An der Rückseite der Kirche wurden neu gestaltete Fenster eingebaut. Die Erhöhung des Altarraums wurde beseitigt, auf dem Ambo steht ein neuer Altar.

## Ausstattung
Am 14. Februar 1960 wurde eine Orgel eingeweiht. Am 4. November 1984 wird ein Relief über Karl Borromäus enthüllt, dessen Reliquie in ihm eingebettet ist. Gegenüber dem Relief befindet sich eine 200 Jahre alte russische Ikone mit der Darstellung des letzten Abendmahls, die am 14. Mai 1980, dem Vorabend von Christi Himmelfahrt, nach ostkirchlichem Ritus geweiht wird. Die Kopie der bekannten Skulpturengruppe Der Apostel Johannes an der Brust Christi steht in der Werktagskapelle, das Originals entstand um 1320 in Oberschwaben. Die echt gotische Madonna, 1970 gestohlen, wurde 1971 durch eine frei nachgebildete Marienfigur ersetzt. Seit dem 19. Februar 1989, dem 60. Todestag von Carl Sonnenschein, hängt eine Bronzetafel zu seinen Ehren an der Außenwand der Kirche. Im Lichthof steht ein Gedenkstein für Carl Sonnenschein. Im Tabernakel befindet sich eine Reliquie des Heiligen Konrad von Parzham, dessen Echtheit die Vatikanischen Behörden am 10. April 1989 bescheinigten.

## Orgel

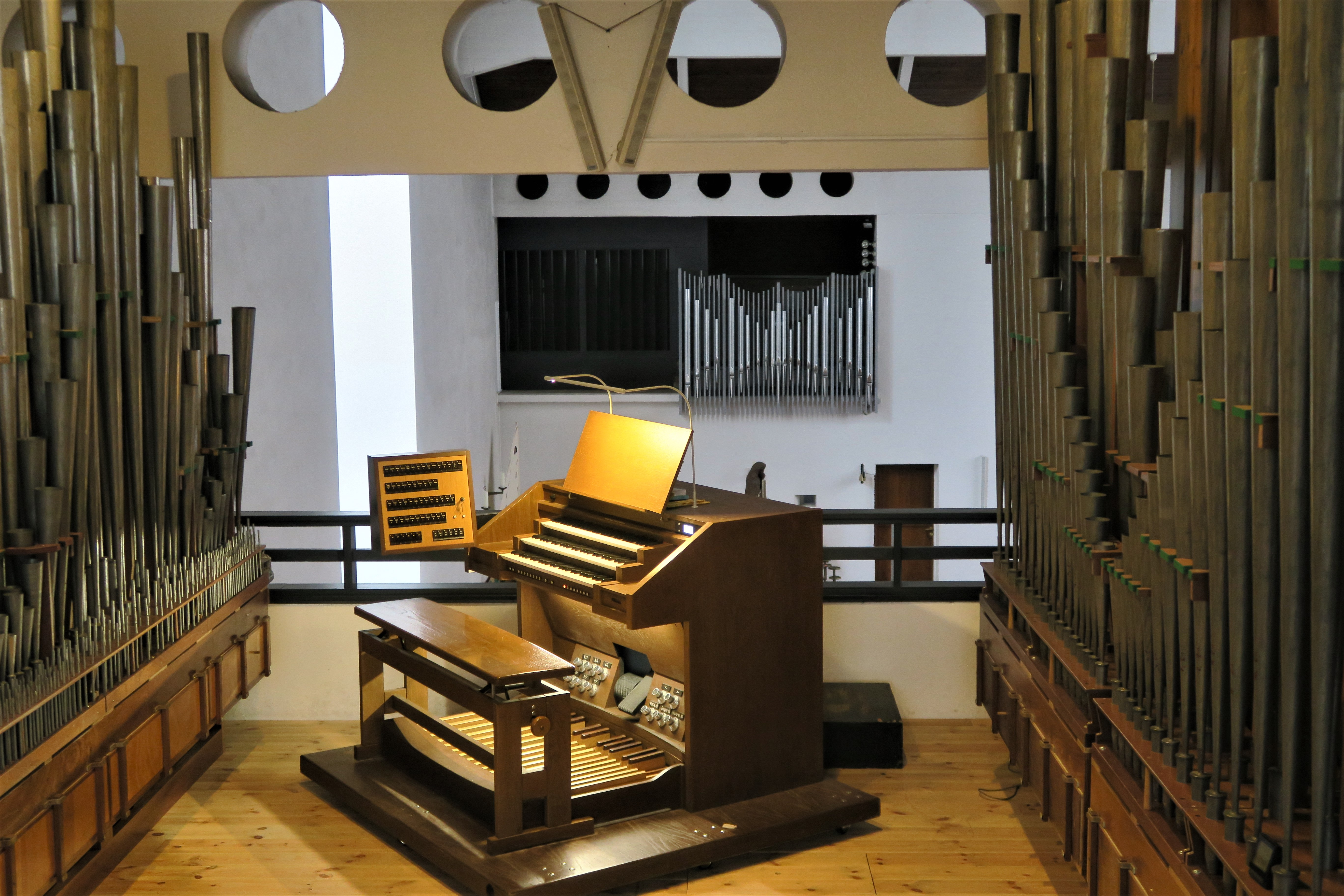
Fleiter Orgel

Die Orgel besitzt 47 Register auf drei Manuale und Pedal. Der Neubau durch Friedrich Fleiter im Jahr 1898 mit 32 Registern wurde mehrmals erweitert und verändert, bevor die Orgel zu dem Zustand kam, den sie heute in St. Karl Borromäus Berlin hat. Sie wurde im 1898 Dom zu Billerbeck erbaut und im Jahr 2017 nach Berlin transportiert, wo sie nun auf zwei gegenüberliegenden Emporen zum Erklingen kommt.
Dom zu Billerbeck ab 1898
- Friedrich Fleiter, 1898 mit 32 Registern
- Fa. Klingenhegel, 1948 erweitert auf 42 Register
- Fa. Kreinbrink, 1979 technischer Neubau, Erweiterung auf 47 Register
- Fa. Kreinbrink, 1994 fahrbarer Spieltisch, Setzer, Walze

St. Karl Borromäus Berlin ab 2017
- Fa. Fleiter, 2017 Intonation, Hinzufügung von Sub- und Superkoppeln, neuer Prospekt

| Hauptwerk   |          |   |
| Bordun      | 16′      | H |
| Prinzipal   | 08′      | H |
| Gambe       | 08′      | H |
| Rohrflöte   | 04′      | H |
| Oktave      | 04′      | H |
| Spitzflöte  |          | H |
| Quinte      | 02 1⁄3′0 | H |
| Oktave      | 02′      | H |
| Cornett 3f  |          | H |
| Mixtur 5–6f |          |   |
| Zimbel 3f   |          |   |
| Trompete    | 08′      |   |
| Trompete    | 16′      | H |

| Positiv         |       |   |
| Singend Gedackt | 8′    |   |
| Quintadena      | 8′    |   |
| Prinzipal       | 4′    |   |
| Flauto dolce    | 4′    | H |
| Waldflöte       | 2′    |   |
| Sifflöte        | 1 ⁄3′ |   |
| Sesquialtera    |       |   |
| Scharff 4f      |       |   |
| Dulcian         | 8′    |   |
| Tremulant       |       |   |

| Schwellwerk       |         |   |
| Holzflöte         | 08′     | H |
| Grobgedackt       | 08′     |   |
| Gemshorn          | 08′     | H |
| Schwebung         | 08′     | H |
| Singend Prinzipal | 04′     |   |
| Querflöte         | 04′     |   |
| Nasard            | 02 ⁄3′  |   |
| Schwiegel         | 02′     |   |
| Terzflöte         | 01 3⁄5′ |   |
| Nachthorn         | 01′     |   |
| Oberton 3f        |         |   |
| Fourniture 5f     |         |   |
| Basson            | 16′     |   |
| Oboe              | 08′     |   |
| Tremulant         |         |   |

| Pedal         |     |     |
| Offenbass     | 16′ |     |
| Subbass       | 16′ |     |
| Prinzipalbass | 08′ | 0 H |
| Gedacktbass   | 08′ |     |
| Choralbass    | 04' | 0 H |
| Weitpfeife    | 02′ |     |
| Hintersatz 5f |     |     |
| Posaune       | 16′ | 0 H |
| Trompete      | 08′ | 0 H |
| Clairon       | 04′ | 0 H |

Koppeln: I/II, III/II, III/II und III/I, I/P, II/P, III/P, Sub- und Superkopplen von III auf II und/oder I

H = historisches Pfeifenmaterial von 1898 (vollständig oder teilweise)